# Colombia en los Juegos Olímpicos de Berlín 1936
Colombia estuvo representada en los Juegos Olímpicos de Berlín 1936 por un total de 5 deportistas masculinos que compitieron en atletismo.
El portador de la bandera en la ceremonia de apertura fue el atleta José Domingo Sánchez. El equipo olímpico colombiano no obtuvo ninguna medalla en estos Juegos.